# Albert Ayler
Albert Ayler, (Cleveland, 1936. július 13. – New York, 1970. november 25. vagy 1970. november 5.) amerikai dzsessz-szaxofonos, énekes.

## Pályafutása
Albert Ayler az ohiói Clevelandben született és Shaker Heightsben nevelkedett. Apja tanította altszaxofonozni, aki félprofi szaxofonos és hegedűművész volt. Duetteket játszottak a templomban, és gyakran hallgattak együtt dzsesszlemezeket: a swingkorszak zenéjét és az akkoriban új bebop albumokat.
A R&B és a korai bebop tapasztalatai után Ayler az 1960-as évek free jazz korszakában kezdett lemezeket rögzíteni. Egyes kritikusok szerint bár Ayler stílusa tagadhatatlanul eredeti és unortodox, nem ragaszkodik a free jazz általánosan elfogadott felfogásához. Valójában Ayler stílusát nehéz  besorolni, és eltérő reakciókat is váltott ki a kritikusokból.
Újításai a későbbi dzsesszzenészeket is megihlették.
1964-es trió- és kvartettlemezei megmutatták, hogy John Coltrane és Ornette Coleman improvizatív elképzeléseit olyan elvont tartományokba tolja, ahol a teljes hangszín és dallamok összhangja a zene gerince. 1965-ös és 1966-os műveit a kritikusok egy fúvószenekar hangzásához hasonlították. Ezek ugyan egyszerű, menetszerű témákat tartalmaznak, de váltakoztak vad, csoportos improvizációkkal − a dzsesszzene Louis Armstrong előtti gyökerei visszanyerésének tekintethetőek.
Ayler később kezdett elmozdulni a többnyire improvizatív stílustól a kompozíciókra összpontosító stílus felé. 1967-68-ban Ayler három nagylemezt vett fel, amelyeken énekesnőként barátnője, Mary Maria Parks szerepelt. Ayler maga énekelt a „New Grass” című albumán, amely a tinédzserkori R&B gyökereihez nyúlt vissza. Az album sikertelen volt. Ayler kijelentette, hogy ebben az R&B és rock and roll irányba akart elmozdulni.
Körülbelül ekkoriban voltak arra utaló jelek, hogy Ayler érzelmileg instabillá válik, például magát okolta bátyja összeomlásáért. 1969-ben nyílt levelet írt be a Cricket magazinnak, amelyben megdöbbentő apokaliptikus spirituális látomásokat írt le. Ayler azon a nyáron kesztyűt és teljes hosszúságú bundát viselt a hőség ellenére, arcát vazelin borította, és azt mondta: „meg kell védenem magam.”
Utolsó albumán, a „Music Is the Healing Force of the Universe” címűn olyan rockzenészek szerepeltek, mint Henry Vestine, és olyan dzsesszzenészek, mint Bobby Few zongorista. Ez visszatérés volt a bluesgyökerekhez nagyon nehéz rock hatásokkal − de több Ayler jellegzetes hangszínvariációi és energikus szólói volt benne.
1970. júliusában Ayler franciaországi fellépés erejéig visszatért a free jazzhez. 1970. november 5-én tűnt el; csak november 25-én találták holtan a New York-i East Riverben. Öngyilkosságot feltételeztek. Később pletykák keringtek arról, hogy meggyilkolták.

## Lemezválogatás
- The First Recordings II (1962)
- My Name is Albert Ayler (1963)
- Bells/Prophecy (1964/1965)
- Spiritual Unity (1964)
- Ghosts (1965)
- Spirits Rejoice (1965)
- New York Eye and Ear Control (1965)
- Lörrach/Paris (1966)
- Live in Greenwich Village/The Complete Recordings (1965–67)
- Love Cry (1967)
- New Grass (1968)
- Music Is the Healing Force of the Universe (1969)
- The Last Album (1969)
- The Copenhagen Tapes (2002; Copenhagen Live 1964 )
- Albert Ayler Trio 1964 – Prophecy revisited (2020)
- European Recordings Autumn, 1964, revisited (2021; European Radio Studio Recordings 1964; 2017)
- La Cave Live Cleveland 1966; 2022)
- Revelations: The Complete ORTF 1970; Fondation Maeght Recordings, Elemental Music, 2022)